# 陸夢龍
陸夢龍（1575年—1634年），字君啓，號景鄴。浙江承宣布政使司紹興府會稽縣籍，山陰縣（今浙江省紹興市）人，明朝政治人物。萬曆庚戌進士。曾於山東、廣東、廣西、江西等多地任職，官至河南左參議、山東副使、累贈太僕寺卿。事迹具《明史》，側傳於張問達本傳。諡忠烈。

## 生平
陸夢龍於萬曆三十一年（1603年）中式浙江乡试第四十一名舉人，三十八年（1610年）舉庚戌科會試十五名，廷试二甲四十七名進士，通政司观政，初授刑部山東司主事，進刑部山東司員外郎 ，四十二年升山东司员外郎，四十三年（1615年）升贵州司郎中，典試廣東。四十五年（1617年），外調廣西提學僉事。後擢江西承宣布政使司右參議。天啟二年（1622年），調湖廣按察司副使、備兵荊西、兼江西按察司副使、管九江道。四年（1624年），改貴州右參政。後任湖廣監軍 ，兼湖廣承宣布政使司右參政，再調廣東按察司按察使。崇禎三年（1630年），湖廣副使未赴任，後以丁內艱去職；復官後改河南左參政。歷任湖廣右參政、巡陝西固原道、河南左參議。五年（1632年），起故官任湖廣副使，兼分巡東兗道、山東副使。後贈太僕寺卿。七年（1634年），戰死，卒於官，追諡忠烈。

## 事迹

### 梃擊案
萬曆三十八年（1610年），陸夢龍官任刑部山東司員外郎期間，剛巧遇著「明末三案」之一的梃擊案。事緣男子張差手持木棍，闖進太子朱常洛居住的慈慶宮，擊傷守門太監。事發後朝廷有令：「凡向宮殿射箭、放彈、投磚石等律當以斬」。經訪查，刑部提牢主事王之寀認為事有蹊蹺，輾轉之間私自審問張差，後其供出乃由鄭貴妃手下太監龐保、劉成所指使。此時，時任大理寺丞王士昌亦上疏促詢之。
適時，陸夢龍以典試廣東杜門不出，主事邢台傅梅拜訪陸，道：「人情庇奸，而甘心儲皇。吾雖恤刑山右，當上疏極論，君能共事乎？」陸回應曰：「張公遇我厚，遽上疏，若張公何？當力爭之耳。」於是陸、傅二人一同尋見張問達。此時，郎中胡士相等人不欲再審問張差，亦向張問達具疏請旨，言「以疏入必留中」，可完事。陸深知胡士相等人之情，認為於理不合，告卻勿再請旨。眾人曰：「提馬三爺、李外父輩，非得旨不可。」陸回道：「堂堂法司，不能捕一編氓，須天子詔耶？差所供，必當訊實。」嚴詞否決胡等停止審訊張差的要求。張問達亦與陸有同感。翌日，刑部有司會訊，胡士相、勞永嘉、趙會禎、陸夢龍、傅梅、王之寀及鄒紹先七人應訊，當中王、傅、陸三人供詞相合，會訊亦裁定應繼續審問張差。到即將審問張差之時，眾人說話均吞吞吐吐。陸呼喊刑台三次用刑，均無回應，後擊案大呼，始開始用刑。實則張差「長身駢脅」（駢脅：畸形的一種，肋骨連接在一起），常斜視睥睨並傲語，見無瘋癲之狀。陸於是呼令刑方備紙、筆，並命張差繪畫進入慈慶宮之路的沿途狀況。傅梅問道：「汝何由識路？」張差答：「我薊州人，非有導者，安得入？」傅梅續問：「導者誰？」張差答：「大老公龐公，小老公劉公；豢我三年矣，予我金銀壺各一。」陸補問：「何為？」張差終招供曰：「打小爺。」胡士相等人此時心生疑慮，即坐起，曰：「此不可問矣。」遂罷訊，但陸依然欲追查真相，求得幕後黑手之名。過了數天，張問達再令十三司會審，差終於在多次迫供催問之下，供出幕後黑手乃太監龐保、劉成二人，一無所隱。會審乃由胡士相主筆，胡聞供後躊躇不敢下筆，郎中馬德灃催迫之。勞永嘉有難色。陸不悅，曰：「陸員外不肯匿，誰敢匿？」於是向張差用刑。後給事中何士晉奏疏詆評懷疑是梃擊案主謀，鄭貴妃的胞弟鄭國泰。神宗聞訊，於是下令將龐保、劉成殺死於內廠，把張差棄於市從輕發落。傅梅心恐當眾將張差棄於市的話會增加其潛逃機會，躬請神宗監刑。當時，除陸夢龍、王之寀、傅梅、馬德灃外，鄭氏勢力幾乎滲透整個刑部，眾人此舉於是得罪權貴。王之寀、馬德灃後因此而被論罪入獄，傅梅則以京察被罷官。惟陸得張問達力保，獲赦免其罪，由刑部郎中歷任湖廣按察司副使。

### 靖賊害
天啟四年（1624年），貴州賊盜未得靖服，總督蔡復一推薦陸為知兵，改右參政，監軍討伐賊盜。時貴州賊安邦彥犯普定，陸偕同總兵黃鉞率領三千人抵禦之。軍隊一行人往行大霧之中，愈加迫近安賊，後賊部大敗。
及後，三山有苗賊叛，思州告急。陸聞訊，連夜遣派中軍吳家相搗苗賊盤巢。途中敲打苗鼓，鼓聲響振山谷。苗賊崩潰，餘眾落荒而逃。陸軍焚燒賊巢。陸綏靖思州賊亂後，尋改湖廣監軍，再遷廣東按察使。此時，上官為其建忠賢祠以表功績，並列陸之名。陸聞訊不肯受，立即命人剷去其名。崇禎元年（1628年），大計，魏忠賢黨部仍然賺權用事，將陸譭譽，並鐫二級調任。三年（1630年），起副使，以故官分巡東兗道。適時，曹、濮等處有盜賊起，陸悉令，討斬賊魁，餘眾後均降服。陸於是又遷右參政，守固原。此時，陸夢龍「慷慨好談兵，以廓清羣盜自負」。七年（1634年）夏，固原等地有賊來犯，陸率軍擊卻。閏八月朔日，賊陷隆德，並殺死知縣費彥芳，後包圍靜寧州。陸聞訊，率遊擊隊目賀奇勳、都司石崇德抵禦。後抵老虎溝。時賊眾人數不過千，但很快人數飆升。陸所將領軍隊謹得三百餘人，故被重重包圍，後「賊矢石如雨」，陸所領軍突圍不遂，賀、石二人抱著陸驚泣。陸此時揮開二人抱，曰：「何作此婦孺態！」大呼奮擊，一手手刃數賊。後與二將一同戰死。事聞報以朝廷，贈太僕寺卿，追謚忠烈。

## 著述
陸夢龍有著《周易》評論文集《易畧》三卷，含史實評證。吉林大學出版社《四庫大辭典》評：「該書隨筆標識，不載經文，大抵尋文推句，融會宋儒之說，而用史事參證。雖非深研細琢，卻也有一二可取，如其拋棄河圖、洛書之說，實為卓見。」
陸又有著《梃擊始末》一卷，描述其處理梃擊案事務本末；評解集《四書解》、評《韓退之集選》；仕官雜記《憨聲集》、《黔行錄》、《行於世》；遊記《雲門寺記》，以及地方志《九江府志》二十一卷。

## 家族
曾祖陸垣，祖父陸元鵬，父陸大章，庠生，敕贈刑部员外郎。母馮氏（勅封太安人）。慈侍下。
兄陸夢斗（辛酉舉人）；陸夢魁（貢士）；陸夢祖（戊戌進士、福建巡按御史）；陸夢壁（監生）；陸夢宣。弟陸夢蛟。
長子陸惠徵。次子陸吉徵、陸能徵。

## 外部連結
- 中研院史語所：陸夢龍 （页面存档备份，存于）